# (296) Phaëtusa
(296) Phaëtusa – planetoida z pasa głównego asteroid okrążająca Słońce w ciągu 3 lat i 120 dni w średniej odległości 2,23 j.a. Została odkryta 19 sierpnia 1890 roku w Observatoire de Nice w Nicei przez Auguste Charloisa. Nazwa planetoidy pochodzi od Faetusy, córki Heliosa i Klymene w mitologii greckiej.